# Leith-Hatfield
Leith-Hatfield es un lugar designado por el censo ubicado en el condado de Fayette en el estado estadounidense de Pensilvania. En el año 2000 tenía una población de 2,820 habitantes y una densidad poblacional de 583 personas por km².

## Geografía
Leith-Hatfield se encuentra ubicado en las coordenadas 39°52′56″N 79°43′50″O / 39.88222, -79.73056.

## Demografía
Según la Oficina del Censo en 2000 los ingresos medios por hogar en la localidad eran de $50,690 y los ingresos medios por familia eran $61,786. Los hombres tenían unos ingresos medios de $44,125 frente a los $24,805 para las mujeres. La renta per cápita para la localidad era de $26,943. Alrededor del 8.7% de la población estaba por debajo del umbral de pobreza.